# Simon Orchard
Simon Orchard (9 luglio 1986) è un hockeista su prato australiano.

## Palmarès

### Olimpiadi
- 1 medaglia:
  - 1 bronzo (Londra 2012)

### Mondiali
- 2 medaglie:
  - 2 ori (New Delhi 2010; L'Aia 2014)

### Champions Trophy
- 3 medaglie:
  - 2 ori (Melbourne 2009; Melbourne 2012)
  - 1 bronzo (Bhubaneswar 2014)

### Giochi del Commonwealth
- 2 medaglie:
  - 2 ori (Delhi 2010; Glasgow 2014)